# Borîspil
Borîspil (în ucraineană Бориспіль) este oraș regional în regiunea Kiev, Ucraina. În afara localității principale, mai cuprinde și satele Lozivka și Nestorivka. În secolul al XIX-lea, satul făcea parte din volostul omonim din uezdul Pereiaslav.

## Demografie
Componența lingvistică a orașului Borîspil
     Ucraineană (88,28%)
     Rusă (11,19%)
     Alte limbi (0,31%)
Conform recensământului din 2001, majoritatea populației orașului Borîspil era vorbitoare de ucraineană (88,28%), existând în minoritate și vorbitori de rusă (11,19%).